# مارکو بونیتا
مارکو بونیتا (انگلیسی: Marco Bonitta) (زاده ۵ اوت ۱۹۶۳ در راونا) مربی فعلی و بازیکن سابق والیبال اهل ایتالیا است. بونیتا از سال ۲۰۱۴ هدایت تیم ملی والیبال زنان ایتالیا را بر عهده دارد. مارکو پیش از این نیز از سال ۲۰۰۱ تا ۲۰۰۶ سرمربی تیم ملی ایتالیا و از ۲۰۰۷ تا ۲۰۰۸ سرمربی تیم ملی لهستان بود و در رده باشگاهی نیز هدایت تیم‌های راونا، کاوریاگو و برگامو را نیز در کارنامه مربیگری خود دارد. بونیتا در قهرمانی جهان ۲۰۰۲، ایتالیا را به مدال طلا رساند.